# Apeadeiro de Figueirinha

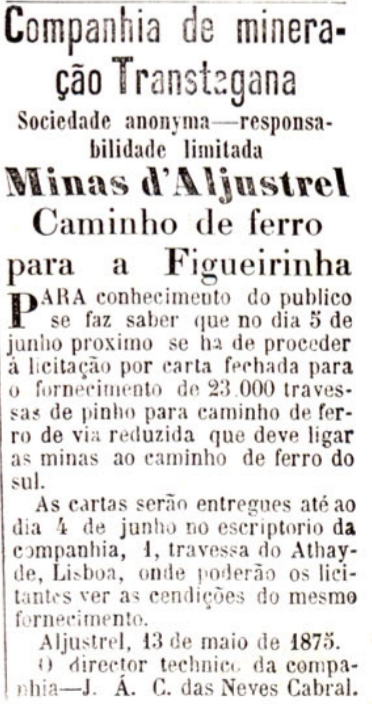
Anúncio de concurso público em 1875, durante a construção da linha de Aljustrel a Figueirinha.

O Apeadeiro de Figueirinha é uma interface encerrada da Linha do Alentejo, que servia a zona da Figueirinha, no concelho de Beja, em Portugal.

## História
Este apeadeiro situa-se no lanço da Linha do Alentejo entre Beja e Casével, que entrou ao serviço no dia 20 de Dezembro de 1870.
Em 1876, a Companhia de Mineração Transtagana construiu um caminho de ferro ligando este apeadeiro às Minas de Aljustrel.
Em 1971 este interface tinha a categoria de estação; na década de 1990 estava já reduzido a via única, e em 2011, tinha já sido encerrado.

Na vizinha Herdade da Figueirinha, a oeste do perímetro da antiga estação, criou-se em 1998 a estância Vila Galé Clube de Campo.